# Élections municipales et régionales namibiennes de 2020
Les élections municipales et régionales namibiennes de 2020 ont lieu le 25 novembre 2020 en Namibie afin de renouveler les conseillers municipaux et régionaux du pays. 

## Système électoral
Tous les conseillers régionaux sont élus au scrutin uninominal à un tour, tandis que les conseillers municipaux le sont au scrutin proportionnel plurinominal.

## Résultats
Les résultats sont diffusés par la commission électorale namibienne.